# Ван Рой, Франс
Франс ван Рой (нидерл. Frans van Rooij; род. 3 июня 1963 года в Вунселе) — нидерландский футболист, завершивший игровую карьеру. Играл на позиции атакующего полузащитника.

## Биография
Он начал карьеру в ПСВ. В 1985 году он был признан талантом года в Нидерландах, однако не был постоянным игроком основы. В 1986 году в команду пришёл Гералд Ваненбург, который был бы конкурентом ван Рою. В итоге он переехал в Бельгию, где провёл большую часть своей карьеры.
Первый сезон в «Антверпене» он провёл на правах аренды, вместе с ним также отправился его товарищ по команде Берри ван Арле. В 1987 году в ПСВ перешёл Сёрен Лербю, ещё усилив конкуренцию в центре поля. В итоге ван Рой (в отличие от ван Арле) остался в «Антверпене», его контракт выкупили за 1 млн гульденов, он сыграл почти пять сезонов за клуб. Затем перешёл в «Стандард Льеж», с которым в 1993 году выиграл кубок Бельгии по футболу. В решающем матче его команда со счётом 2:0 обыграла «Шарлеруа».
Ван Рой был игроком с хорошей техникой и видением игры, однако он не реализовал до конца свой потенциал, о котором говорили некоторые футбольные эксперты в начале его карьеры.
Последние два сезона провёл в греческом ПАОКе и бельгийском «Вестерло».